# Xã Fairfield, Quận Tippecanoe, Indiana
Xã Fairfield (tiếng Anh: Fairfield Township) là một xã thuộc quận Tippecanoe, tiểu bang Indiana, Hoa Kỳ. Năm 2010, dân số của xã này là 51.113 người.